# هارون ديفيدسون
هارون ديفيدسون (بالإنجليزية: Aaron Davidson)‏ هو شخصية أعمال ومحامي أمريكي، ولد في 21 أبريل 1971 في مقاطعة بل في الولايات المتحدة.